# Partido de la Renovación
El Partido de la Renovación (新生党 Shinseitō?) fue un partido político japonés que existió entre 1993 y 1994.

## Historia
El Partido de la Renovación fue fundado por 44 miembros del Partido Liberal Democrático (PLD) que, dirigidos por Tsutomu Hata e Ichirō Ozawa, abandonaron el partido en protesta por la corrupción y la línea política que seguía el partido.
Ambos reformistas, Hata y Ozawa se involucraron en una compleja disputa de liderazgo dentro de la antigua facción Takeshita del PLD. Sus oponentes, dirigidos por Keizō Obuchi y Ryutaro Hashimoto, destacaron el escándalo de Sagawa Kyubin como una herramienta para desgastar la posición reformista. Hata y Ozawa se separaron del PLD para distraer a los medios de comunicación del escándalo. Con esta acción, convirtieron una disputa interna del partido en un conflicto de grandes dimensiones que condujo a una década de cambios de lealtad y pequeños partidos de existencia efímera.
En las elecciones de 1993 que siguieron a la división, el Shinseitō ganó 55 escaños, convirtiéndose en uno de los más importantes partidos de la oposición. Más importante, el partido absorbió bastante apoyo del PLD. Mientras que otros pequeños partidos surgían del PLD, el grupo de Hata y Ozawa fue el más grande y su presencia es considerada como el detonante del fin del dominio del PLD.
Conocido por sus habilidades organizadoras, Ozawa conformó una coalición de cinco partidos junto al Shinseitō: el Partido Socialista de Japón, el Partido Socialista Democrático, el Kōmeitō y la Federación Social-Demócrata. Esta coalición logró conformar 237 escaños en la Dieta tras concretar una alianza con el Nuevo Partido de Japón y el Nuevo Partido Sakigake. Ozawa además propuso a Morihiro Hosokawa para dirigir la coalición de gobierno, cosa que el resto de partidos aceptaron.
Con el colapso del poder del PLD, el Shinseitō fue capaz de ejercer una gran influencia en la coalición. Mientras que otros partidos se manejaban a través de concesiones, el Shinseitō actuaba de manera dominante, eventualmente forzando a otros miembros a sacarlos de la coalición a través de su estilo autoritario. 
En 1994, el partido se fusionó para formar el Partido de la Nueva Frontera.

## Resultados electorales
Cámara de Representantes
| Elecciones | Líder        | Votos constituyentes | % de votos | Escaños | Gobierno              |
| ---------- | ------------ | -------------------- | ---------- | ------- | --------------------- |
| 1993       | Tsutomu Hata | 6.341.364 (#3)       | 10,10      | 55/511  | Gobierno de coalición |